# Robert Rockwell

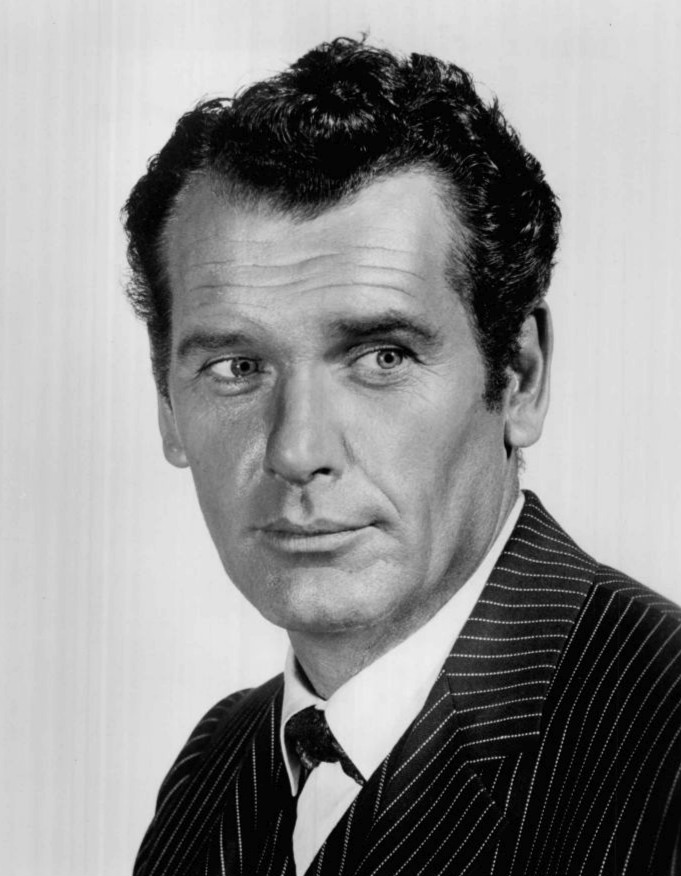
Robert Rockwell

Robert Griswold Rockwell (* 15. Oktober 1920 in Lake Bluff, Illinois; † 25. Januar 2003 in Malibu, Kalifornien) war ein US-amerikanischer Schauspieler.

## Leben
Robert Rockwell wuchs in Lake Bluff im Norden von Chicago auf. Er war der Sohn von Margaret H. Rockwell, Schulleiterin der Schule von Lake Bluff. Sein Vater starb, als Robert vier Jahre alt war.
Nach seinem High-School-Abschluss in Highland Park schrieb sich Rockwell an der Universität von Illinois in Urbana ein (UIUC), mit dem Plan, Wirtschaftswissenschaften zu studieren. Er änderte jedoch seine Meinung im dritten Studienjahr und bewarb sich am Pasadena Playhouse, wo er schließlich einen Master-Abschluss in Schauspiel erwarb. Seine Liebe zur Schauspielerei hatte er bereits in der Grundschule und in der High School entdeckt, wo er in Schulaufführungen zu sehen war.
Während des Zweiten Weltkriegs trat er 1942 für vier Jahre der United States Navy bei und diente in Washington, D.C.
Er war vom 26. September 1942 bis zu seinem Tod mit Elizabeth Anne Weiss verheiratet. Das Paar hatte fünf Kinder: die Söhne Robert Jr., Jeffrey und Gregory sowie die Töchter Susan und Alison. Seine Tochter Alison Rockwell und sein Sohn Jeffrey Rockwell arbeiten selbst als Sänger und Schauspieler; seine Enkelin ist die Spezialeffekt-Koordinatorin Taylor W. Rockwell.
Er war 45 Jahre lang in Pacific Palisades ehrenamtlicher Bürgermeister und ein Baseballtrainer der Palisades-Jugendmannschaft in den 1960er Jahren; ein junger Spieler zu dieser Zeit war der spätere Schauspieler Barry Williams.
Rockwell starb im Alter von 82 Jahren an den Folgen einer Krebserkrankung und wurde eingeäschert; zuletzt lebte er mit seiner Frau in Malibu.

## Karriere
Im Laufe seiner über fünfzig Jahre umfassenden Karriere war Rockwell, der lange Zeit bei Republic Studios unter Vertrag stand, in über 350 Fernsehsendungen zu sehen. Daneben spielte er auf der Bühne unter anderem neben José Ferrer in der Broadway-Produktion von Cyrano de Bergerac aus dem Jahr 1946 und mit Ginger Rogers in den 1960er Jahren in San Diego in einer Bühnenproduktion von Whitfield Cooks A More Perfect Union: A Comedy. Rockwell war zudem ein Gründungsmitglied des California Artists Radio Theatre (CART).
Seine erste Rolle vor der Kamera hatte er 1948 in Startbahn ins Glück (You Gotta Stay Happy); er verdiente damals 75 US-Dollar pro Woche. Er war auch in einigen antikommunistischen Filmen zu sehen, darunter The Red Menace (dt. Die Rote Bedrohung), in dem er einen heimkehrenden Veteranen des Zweiten Weltkriegs spielt, der von Kommunisten hintergangen wurde.
Rockwell war zudem der erste Schauspieler, der die Figur des Jor-El, Vater des DC-Comics-Helden Superman, im Fernsehen spielte. Die Rolle wurde in späteren Verfilmungen von Schauspielern wie Marlon Brando und Russell Crowe verkörpert. In der Rolle des Mr. Boynton aus Our Miss Brooks wurde Rockwell landesweit bekannt, zuerst in der Radioversion der Serie und dann im Fernsehen. Allerdings wurde er mit der Rolle so stark identifiziert, dass ihm andere, dramatische Rollen danach oft verwehrt blieben.
Neben seiner Bühnen- und Filmkarriere war Rockwell ein gefragter Sprecher und Werbestar: Er hatte mehr als 200 Auftritte in Werbespots und als Sprecher. Seine bekannteste Werbefigur war die des im Sessel sitzenden Großvaters, der seinem Enkel ein Bonbon von Werther’s Original gibt.
Im deutschen Sprachraum wurde Robert Rockwell unter anderem von Ingo Albrecht, Friedrich W. Bauschulte, Helmut Gauß, Ingolf Gorges, Holger Hagen, Gerd Holtenau, Arnold Marquis, Hans A. Martens, Klaus Miedel, Horst Naumann, Edgar Ott, Eberhard Prüter, Horst Sachtleben, Frank-Otto Schenk, Wolfgang Schimmelpfennig, Manfred Schmidt, Herbert-Günther Schmidtke, Jochen Schröder, Karl Sturm und Eberhard Wechselberg synchronisiert.

## Filmografie (Auswahl)

### Film
- 1948: Startbahn ins Glück (You Gotta Stay Happy)
- 1949: The Red Menace
- 1949: Sturm über dem Pazifik (Task Force)
- 1949: Alias the Champ
- 1949: The Blonde Bandit
- 1950: Unmasked
- 1950: Rauchende Pistolen (Singing Guns)
- 1950: Belle of Old Mexico
- 1950: Federal Agent at Large
- 1950: Women from Headquarters
- 1950: Destination Big House
- 1950: Trial Without Jury
- 1950: Lonely Heart Bandits
- 1950: Prisoners in Petticoats
- 1951: Call Me Mister
- 1951: Froschmänner (The Frogmen)
- 1951: Die Diebe von Marschan (The Prince Who Was a Thief)
- 1951: Week-End with Father
- 1952: Nur für Dich (Just for You)
- 1952: The Turning Point
- 1952: Ellis in Freedomland
- 1953: Kampf der Welten
- 1956: Our Miss Brooks
- 1958: Turn the Other Cheek (Kurzfilm)
- 1958: Everybody Knows (Kurzfilm)
- 1963: Three Wise Boys (Fernsehfilm)
- 1964: Espionage Target: You (U.S. Armed Forces; Kurzfilm)
- 1965: A Letter to Nancy
- 1966: Thompson’s Ghost (Fernsehfilm)
- 1968: Kugeln sind sein Autogramm (Sol Madrid)
- 1981: Scheidungsgrund – Mord (Fernsehfilm; Murder in Texas)
- 1981: Golden Gate (Fernsehfilm)
- 1982: Life of the Party: The Story of Beatrice (Fernsehfilm)
- 1983: Das kleine Superhirn (Fernsehfilm; The Kid with the 200 I.Q.)
- 1987: Straße nach Nirgendwo (Fernsehfilm; Destination America)
- 1990: The World According to Straw (Fernsehfilm)
- 1991: Höllenwut (Fernsehfilm; Hell Hath No Fury)
- 1995: Das perfekte Alibi (Perfect Alibi)

### Fernsehen
- 1950–1951: Stars Over Hollywood
- 1950–1952: Die Texas Rangers
- 1951: Gruen Guild Playhouse
- 1951: Hollywood Opening Night
- 1951–1952: Racket Squad
- 1952: Chevron Theatre
- 1952: The Unexpected
- 1952: The Schaefer Century Theatre
- 1952: Campbell Playhouse
- 1952: Superman – Retter in der Not (Adventures of Superman)
- 1952: Sky King
- 1952–1956: Our Miss Brooks
- 1953: Cavalcade of America
- 1956–1957: Matinee Theatre
- 1957: Wells Fargo (Tales of Wells Fargo)
- 1957: State Trooper
- 1957: Schlitz Playhouse of Stars
- 1957: The Gale Storm Show: Oh! Susanna
- 1957: Studio 57
- 1957: How to Marry a Millionaire
- 1957–1958: Navy Log
- 1957–1958: Wenn man Millionär wär (If You Had a Million)
- 1958: Ihr Star: Loretta Young (The Loretta Young Show)
- 1958: The Silent Service
- 1958: Yancy Derringer
- 1959: The Ed Wynn Show
- 1959: Westinghouse Desilu Playhouse
- 1959: Rauchende Colts
- 1959–1960: The Man from Blackhawk
- 1959–1965: Perry Mason
- 1959–1970: Lassie
- 1960: Es geschah in den Zwanzigern (The Roaring 20’s)
- 1960: Surfside 6
- 1961: Checkmate
- 1961: Im wilden Westen (Death Valley Days)
- 1961: Maverick
- 1962: Bus Stop
- 1962: Bronco
- 1962: Raum ist in der kleinsten Hütte (Room For One More)
- 1962: Hoppla Lucy! (The Lucy Show)
- 1964–1969: The Fisher Family (This Is the Life)
- 1966: Summer Fun
- 1969: Green Acres
- 1969–1970: Bill Cosby
- 1970: Petticoat Junction
- 1971: The Smith Family
- 1973: Here’s Lucy
- 1977–1978: Henderson (Search for Tomorrow)
- 1979: Eight Is Enough
- 1979–1984: Noch Fragen Arnold? (Diff’rent Strokes)
- 1980: Lou Grant
- 1980–1986: Dallas
- 1981: Benson
- 1981: Die Waltons
- 1981: Drei Engel für Charlie
- 1981: Flamingo Road
- 1981–1982: Private Benjamin
- 1983: Unter der Sonne Kaliforniens
- 1984: Emerald Point (Emerald Point N.A.S.)
- 1984: Mama’s Family
- 1984: E/R
- 1984–1986: Der Denver-Clan
- 1985: Hunter
- 1986: Falcon Crest
- 1987: Zeit der Sehnsucht
- 1987: Full House
- 1988: Ohara
- 1988–1990: Unser lautes Heim
- 1989: Newhart
- 1989: Nearly Departed
- 1989: Not Necessarily the News
- 1990: Der Hogan-Clan
- 1993: Golden Palace
- 1993: Beverly Hills, 90210

## Theater (Auswahl)
- The Barrets of Wimpole Street (Pasadena Playhouse)
- 1946: Cyrano de Bergerac (New York City)[15]
- 1960: A More Perfect Union (La Jolla Playhouse, San Diego)
- 1986: The Caine Mutiny Court Martial (Los Angeles)[7]
- I Do, I Do (Irland)